# The Concert for Bangla Desh
The Concert for Bangladesh (själva konserten stavades "The Concert for Bangla Desh") var en av världens första trippel-LP och som namnet anger, är skivan även ett livealbum inspelad under "The Concert for Bangla Desh" 1971 med George Harrison och gästartister. Konserten var en välgörenhetskonsert för det f.d. östpakistanska folket, vilka under ett uppror för självständighet för det nya Bangladesh, men som kuvades med stor brutalitet från Västpakistan innan det mellanliggande jättelandet Indien lät sin armé hjälpa det redan tidigare mycket fattiga östpakistanska folket. Fullt krig utbröt kortvarigt mellan Indien och det samlade Pakistan, men Västpakistan tvingades snart kapitulera och Östpakistan blev till dagens Bangladesh. Men det nya landets redan fattiga befolkning drabbades efter krigets fasor av en humanitär svältkatastrof. 
Detta uppmärksammades av George Harrison som tillfrågades av sin vän Ravi Shankar att belysa. Harrison kontaktade flera av sina gamla vänner om de ville vara med på denna - världens första riktiga välgörenhetskonsert-gala som spelades in den 1 augusti 1971. De accepterade tveklöst, alla utom Bob Dylan som hade svårt att besluta sig. Trots att han var med och repeterade sina bidrag var det inte förrän i sista minuten som han ställde upp. Andra medverkande var Eric Clapton, Ringo Starr, Billy Preston, Leon Russell och Ravi Shankar. 
Skivan, som blev en av världens första trippel-LP, släpptes i USA 20 december 1971 och i Storbritannien 7 januari 1972.

## Låtlista, original trippel-LPn från 1971
| 1. | Introduction | —       | George Harrison, Ravi Shankar | 5:19  |
| 2. | Bangla Dhun  | Shankar | Shankar                       | 16:40 |

| 3. | Wah-Wah                       | Harrison      | Harrison | 3:30 |
| 4. | My Sweet Lord                 | Harrison      | Harrison | 4:36 |
| 5. | Awaiting on You All           | Harrison      | Harrison | 3:00 |
| 6. | That's the Way God Planned It | Billy Preston | Preston  | 4:20 |

| 1. | It Don't Come Easy           | Richard Starkey | Ringo Starr            | 3:01 |
| 2. | Beware of Darkness           | Harrison        | Harrison, Leon Russell | 3:36 |
| 3. | Band Introduction            | —               | Harrison               | 2:39 |
| 4. | While My Guitar Gently Weeps | Harrison        | Harrison               | 4:53 |

| 5. | Medley: Jumpin' Jack Flash/Youngblood | Mick Jagger, Keith Richards/Jerry Leiber, Mike Stoller, Doc Pomus | Russell, Don Preston | 9:27 |
| 6. | Here Comes the Sun                    | Harrison                                                          | Harrison             | 2:59 |

| 1. | A Hard Rain's A-Gonna Fall                       | Bob Dylan | Dylan | 5:44 |
| 2. | It Takes a Lot to Laugh, It Takes a Train to Cry | Dylan     | Dylan | 3:07 |
| 3. | Blowin' in the Wind                              | Dylan     | Dylan | 4:07 |
| 4. | Mr. Tambourine Man                               | Dylan     | Dylan | 4:45 |
| 5. | Just Like a Woman                                | Dylan     | Dylan | 4:49 |

| 6. | Something   | Harrison | Harrison | 3:42 |
| 7. | Bangla Desh | Harrison | Harrison | 4:55 |